# 代物弁済
代物弁済 （だいぶつべんさい） とは、弁済者が、債権者との間で、債務者の負担した給付に代えて他の給付をすることにより既存の債務を消滅させる旨の債権者と債務者との契約（民法第482条）。
- 民法は、以下で条数のみ記載する。

## 代物弁済の要件
1. 当事者間に債務が存在すること
債権が存在しなかった場合には目的物移転の効果は発生せず非債弁済となる[1]。
2. 弁済に代えてなされること
旧債務の消滅とともに新債務が成立する場合は代物弁済ではなく更改となる。
3. 債権者の承諾があること
債務者と債権者の契約という形で当事者間に合意があること。

2017年の改正前には代物弁済は要物契約であるとされていたが、2017年改正の民法（2020年4月1日法律施行）で諾成契約に変更された。

## 代物弁済の効果
代物弁済によって債務は消滅する。2017年改正の民法（2020年4月1日法律施行）で諾成契約に変更されたが、債務の消滅は「その弁済者が当該他の給付をしたときは、その給付は、弁済と同一の効力を有する。」とされ、代物の給付があって初めて債権が消滅することが明確化された。目的物が不動産であるときは登記をして第三者に対する対抗要件を取得することを要し（大判大6・8・22民録23輯1293頁、最判昭39・11・26民集18巻9号1984頁）、その移転登記完了時に債務は消滅する。
代物弁済は有償契約の一種であるから担保責任の規定（560条以下）の準用がある。

## 代物弁済予約
債務者によって既存債務の弁済がなされないときには担保とした目的物により代物弁済を行うものとする当事者間の予約を代物弁済予約といい、狭義には債権者が予約完結権を行使して担保とした目的物の所有権を取得するもののみを指す（556条・559条）。なお、広義には停止条件付代物弁済契約を含む。停止条件付代物弁済予約とは、既存債務の弁済期に弁済がなされない場合（これを停止条件として）、担保とした目的物の所有権が何ら意思表示を必要とせずに当然に債権者に移転する契約をいう。いずれも仮登記担保で用いられる。